# Moustiers-Sainte-Marie
Moustiers-Sainte-Marie, hay đơn giản là Moustiers, là một xã ở tỉnh Alpes-de-Haute-Provence, vùng Provence-Alpes-Côte d'Azur ở đông nam nước Pháp.

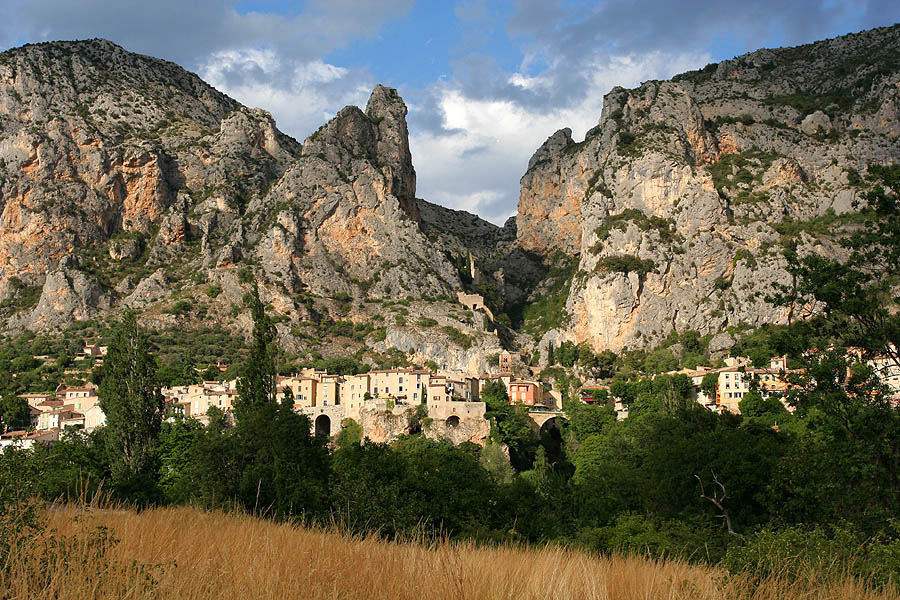
A view of from outside the village
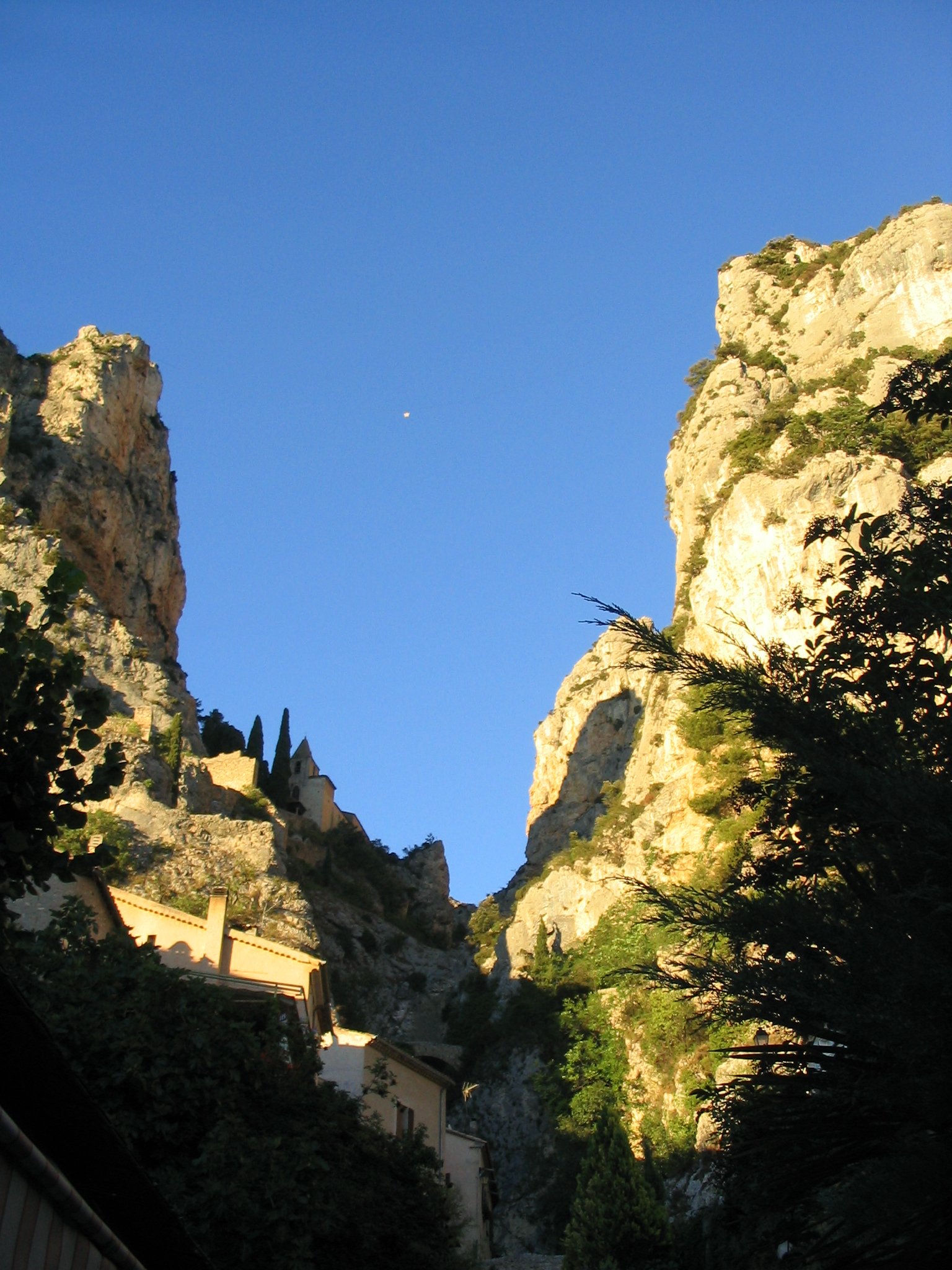
The peaks above the village, with the famous star suspended between